# Гіалоїдна артерія

Схематичне зображення людського ока

Гіалоїдна артерія (артерія скловидного тіла, лат. arteria hyaloidea) — це артеріола ока, що слугує для кровопостачання кришталика і скловидного тіла під час ембріонального розвитку. Вона є кінцевою гілкою центральної артерії сітківки, яка в свою чергу є гілкою очної артерії (відходить від внутрішньої сонної артерії).
Гіалоїдна артерія бере початок від диска зорового нерва і прямує через скловидне тіло до задньої поверхні нижнього полюсу кришталика, де вона розгалужується і утворює судинну сітку кришталика (лат. tunica vasculosa lentis).
В скловидному тілі артерія проходить через гіалоїдний канал (Клокетів канал). Вперше канал описав Жюль Жермен Клоке (фр. Jules Germain Cloquet). В нормі гіалоїдна артерія функціюноє тільки під час ембріонального розвитку і служить для забезпечення необхідними для розвитку кришталика речовинами. На 10-му тижні вагітності потреба в гіаліновій артерії зникає і вона поступово облітерується.
Задній край артерії іноді залишає за собою слід на диску зорового нерва у вигляді сосочка Берґмайстера, який розвивається на місці відгалуження гіалоїдної артерії від центральної артерії сітківки. На внутрішній стороні кришталика можна помітити деяке помутніння, що залишилося від місця приєднання гіалоїдної артерії до кришталика у вигляді плями Міттендорфа (інша назва гіалоїдні тільця). Ця пляма, як правило, не має клінічного значення.

## Відхилення від норми
Дуже рідко зустрічається таке явище як персистування артерії скловидного тіла обумовлене неповною, несвоєчасною інволюцією гіалоїдної артерії. Як правило, і у людини і у тварин ця аномалія не становить небезпеки і не призводить до погіршення зору, а якщо і призводить, то до незначного погіршення зору. Однак персистування артерії може бути причиною звуження полів зору. Якщо кровотік по артерії зберігається, можливий розвиток крововиливу в скловидне тіло. Залишки судинної сітки на кришталику можуть приводити до порушення гостроти зору. Звуження гіалоїдного каналу може бути спричинене відшаруванням сітківки.